# عبد العزيز البكر
عبد العزيز البكر (22 مايو 1982 -) هو مذيع تلفزيوني سعودي.

## حياته ونشأته
ولد في 22 مايو 1982، يعمل منذ العام 2003 في مجال الإعلام ويعمل حاليا في قنوات إس إس سي .
- الدراسة الجامعية: إعلام جامعة الملك سعود بالرياض.[2]

## مسيرته[3]
- من 2003 إلى 2004: عمل في قناة الرياضية السعودية.
- من 2004 إلى 2006: عمل في قناة الأخبارية السعودية.
- من 2006 إلى 2010: عمل في قناة art.
- من 2010 إلى 2014: عمل في قناة الجزيرة الرياضية حتى تحول اسمها لقناة بي إن سبورت العربية
- في العام 2014 انضم إلى مجموعة إم بي سي في قناة إم بي سي برو سبورت حتى الآن.
- وفي العام 2006: شارك في الصحافة في صحيفة الحياة.
- في العام 2012 أطلق أول قناة رياضية عبر الإنترنت حملت اسم show13.

### أبرز اللقاءات
كانت أبرزها مع رئيس الاتحاد الدولي لكرة القدم جوزيف بلاتر رئيس الاتحاد الدولي الفيفا السابق والأمير عبد الرحمن بن سعود بن عبد العزيز والأمير نواف بن فيصل بن فهد آل سعود الرئيس العام لرعاية الشباب الأسبق والأمير علي بن الحسين والسيد محمد بن همام رئيس الاتحاد الآسيوي السابق والشيخ إبراهيم آل خليفة رئيس الاتحاد الآسيوي والسيد محمد الرميثي رئيس الاتحاد الإماراتي وغيرهم.

### أبرز البطولات التي شارك بها
- كأس العالم في البرازيل 2014.
- كأس العالم في جنوب أفريقيا 2010.
- تصفيات كأس العالم لعام 2010 و 2014 عن قارة آسيا وأوروبا وأمريكا الجنوبية.
- بطولة أمم آسيا المقامة في الدوحة عام 2011.
- بطولة اليورو 2012.
- بطولة أمم أفريقيا 2013.
- المسابقات الكروية السعودية من 2006 إلى 2016.
- المسابقات الكروية القطرية من 2010 إلى 2013.
- دوري أبطال آسيا من 2006 إلى 2013.
- كأس الاتحاد الآسيوي من 2010 إلى 2013.
- كأس الاتحاد الإنجليزي من 2010 إلى 2013.
- كأس الدوري الأوروبي عام 2013.
- نهائي رابطة المحترفين الإنجليزية عام الاتحاد الإنجليزي 2013.
- نهائي كآس آلمانيا عام 2010.
- نهائي كأس آمير الكويت من 2010 إلى 2012.
- نهائي كآس رئيس الإمارات عام من 2011 إلى 2012.